# شاين كونولي
شاين كونولي (بالإنجليزية: Shane Connolly)‏ هو لاعب كرة القدم الغالية أيرلندي، ولد في 1989 في مقاطعة كيلدير في جمهورية أيرلندا.